# ネッビウーノ
ネッビウーノ（伊: Nebbiuno）は、イタリア共和国ピエモンテ州ノヴァーラ県にある、人口約1,800人の基礎自治体（コムーネ）。

## 地理

### 位置・広がり
| 隣接するコムーネは以下の通り。 - アルメーノ - レーザ - マッシーノ・ヴィスコンティ - メイナ - ピザーノ |

## 行政

### 分離集落
ネッビウーノには、以下の分離集落（フラツィオーネ）がある。
- Corciago, Fosseno, Tapigliano, Campiglia